# 카보우르 항공모함
카보우르 항공모함은 이탈리아 해군의 만재배수량 30,000톤인 항공모함이다. 2008년에 취역했다. 수직이착륙기인 해리어 16대를 탑재하여, 10대는 지하 격납고에 보관하고 6대는 지상 갑판에 배치한다.

## 이름
이탈리아 정치인 카밀로 카보우르의 이름을 따왔다.

## 22DDH
카보우르는 길이 244 미터로, 일본이 2012년 착공한 22DDH와 길이가 비슷하다.

## 같이 보기
- 가리발디 항공모함 - 만재배수량 13,000톤인 항공모함